# Segunda División de Catar 2020-21
Fue la temporada XXXV de la Segunda División de Catar en la que juegan 8 equipos con 3 rondas de 7 partidos cada ronda, el equipo en la posición 1 ascendie directamente a la Primera División de Catar llamada Qatar Stars League y el equipo en la posición 2 jugará un partido contra el equipo que quede en la posición 11 de la Qatar Stars League.

## Equipos participantes
El club Al-Shahaniya SC fue relegado de la Stars League de Catar 2019-20. Al-Kharitiyath SC fue su reemplazo.

### Ciudades y estadios
| Pos.    | Equipo          | Ciudad       | Estadio                  | Capacidad |
| ------- | --------------- | ------------ | ------------------------ | --------- |
| 12 (PD) | Al-Shahaniya SC | Al Shahaniya | Estadio Al-Seliah        | 3000      |
| 2       | Al-Markhiya SC  | Doha         | Estadio Al-Markhiya      | 200       |
| 3       | Al-Shamal SC    | Al Shamal    | Estadio Al-Shamal SC     | 5000      |
| 4       | Al-Mesaimeer SC | Mesaimeer    | Estadio Al-Seliah        | 3000      |
| 5       | Muaither SC     | Doha         | Estadio Thani bin Jassim | 21175     |
| 6       | Al-Bidda SC     | Doha         | Estadio Al Bayt          | 60000     |
| 7       | Lusail City FC  | Lusail       | Estadio Al Janoub        | 40000     |
| 8       | Al-Waab FC      | Doha         | Estadio Suheim bin Hamad | 15000     |

## Tabla de posiciones
Actualizado el 11 de abril de 2021.
| Pos. | Equipo               | PJ | PG | PE | PP | GF | GC | DG  | Pts. | Clasificado a          |
| ---- | -------------------- | -- | -- | -- | -- | -- | -- | --- | ---- | ---------------------- |
| 1    | Al-Shamal SC (C) (A) | 21 | 13 | 6  | 2  | 33 | 14 | +19 | 45   | Campeón y Stars League |
| 2    | Al-Shahaniya SC (Q)  | 21 | 14 | 3  | 4  | 40 | 23 | +17 | 45   | Playoff de ascenso     |
| 3    | Muaither SC          | 21 | 9  | 6  | 6  | 29 | 26 | +3  | 33   |                        |
| 4    | Al-Mesaimeer SC      | 21 | 8  | 5  | 8  | 28 | 30 | -2  | 29   |                        |
| 5    | Al-Markhiya SC       | 21 | 7  | 3  | 11 | 25 | 27 | -2  | 24   |                        |
| 6    | Lusail City FC       | 21 | 6  | 4  | 11 | 16 | 27 | -11 | 22   |                        |
| 7    | Al-Bidda SC          | 21 | 5  | 6  | 10 | 19 | 25 | -6  | 21   |                        |
| 8    | Al-Waab FC           | 21 | 4  | 3  | 14 | 15 | 34 | -19 | 15   |                        |

## Play-off del Descenso
El partido de promoción y descenso se jugó el de 4 mayo. El ganador jugará la Qatar Stars League 2021-22 y el perdedor jugará la Segunda División de Catar 2021-22.
|  | Al-Khor SC                                                                   | 3:1 (2:0) | Al-Shahaniya SC        | Estadio Al Bayt, Al-Khor   |                            |
|  | Ioannis Fetfatzidis 2' · Yuki Kobayashi 19' · Said Mohamed Brahmi 77' (pen.) |           | Abdulaziz Al-Yahri 86' | Asistencia: 0 espectadores | Asistencia: 0 espectadores |